# Chloridolum scytalicum
Chloridolum scytalicum là một loài bọ cánh cứng trong họ Cerambycidae.